# 永忍堂张宅
永忍堂张宅位于中国江苏省常熟市城区南泾堂42号，系清同治年间两浙盐场金山场的盐课司大使、领同知衔张治的居宅，名“永忍堂”。永忍堂是常熟城区现存体量较大、保存较完整的一座清代民居建筑，前后共五进，包括第一进门厅、第二进轿厅、第三进大厅、第四进后堂和第五进楼厅。现状一般。
1982年11月17日，永忍堂张宅公布为常熟市文物保护单位。 